# 大安寺村 (奈良県)
大安寺村（だいあんじむら）は奈良県北西部、添上郡に属していた村。現在は奈良市の一部。

## 歴史
- 1889年（明治22年）4月1日 - 町村制の施行により、添上郡 柏木村, 大安寺村, 八条村が合併し大安寺村が成立。
- 1951年（昭和26年）3月15日 - 奈良市に編入され、消滅。

## 交通
- 一級国道24号（現・奈良県道754号）